# Рудолф Бултман
Рудолф Бултман (Вифелстеде, 20. август 1884 — Марбург, 30. јул 1976), био је познавалац Новог завета и немачки теолог.
После студија на више немачких Универзитета радио је као професор Новог завета. Примењивао је критичке методе у раду до радикалног скептицизма, посебно у анализи Јеванђеља, што је изложено у делу Die Geschichte der s noptischen Tradition (1921, 1931, 1934). У делу Jesus (1926) говори о Христовој мисији у којој је окупио своје ученике, али до краја долази до става да потпуно негира Његову искупљивачку мисију и морално учење.   Са екстремним историјским скептицизмом прави паралелу између историје и религије и приказује потребу демитологизације Новог завета. Наводи митолошке елементе Новог завета (безгрешно зачеће и рођење) и тврди да је јеванђеоска прича заснована на митолошким концептима Универзума. Бултман сматра да ако би се митски елемент потпуно избацио, право значење Јеванђеља ће потпуно изгубити смисао.
Бултманова предавања је слушао, између осталих, Мартин Хајдегер, потоњи истакнути немачки филозоф.

## Дела
Бултман је био плодан писац а од његових радова најзначајнији су: Der Stil der paulinischen Predigt und die k nisch-stoische Diatribe (1910); Die Erforschung der s noptischen Evangelien (1925); Das Evangelium des Johannes (1941).